# Dornier Do 24
Il Dornier Do 24  era un idrovolante multiruolo a scafo centrale progettato dall'azienda tedesca Dornier Flugzeugwerke per il pattugliamento marittimo e ricerca e salvataggio e prodotto, tra il 1937 ed il 1945, in 279 esemplari dalla stessa Dornier e da altre aziende aeronautiche.
Secondo le stime fornite dalla Dornier nel corso della loro carriera operativa sono circa 12 000 le persone tratte in salvo dai Do 24.

## Storia del progetto
Il progetto del Do 24 si deve ad una specifica emessa dalla Koninklijke Marine, la marina militare dei Paesi Bassi, che richiese alla Dornier un nuovo modello di idrovolante per sostituire i Do Wal da impiegare nelle Indie Orientali Olandesi. Nella sua realizzazione si abbandonò la soluzione tecnica che contraddistingueva la propulsione, con i motori montati in tandem in configurazione traente-spingente, per passare ad una soluzione più tradizionale dove i motori erano montati in gondole direttamente sull'ala.

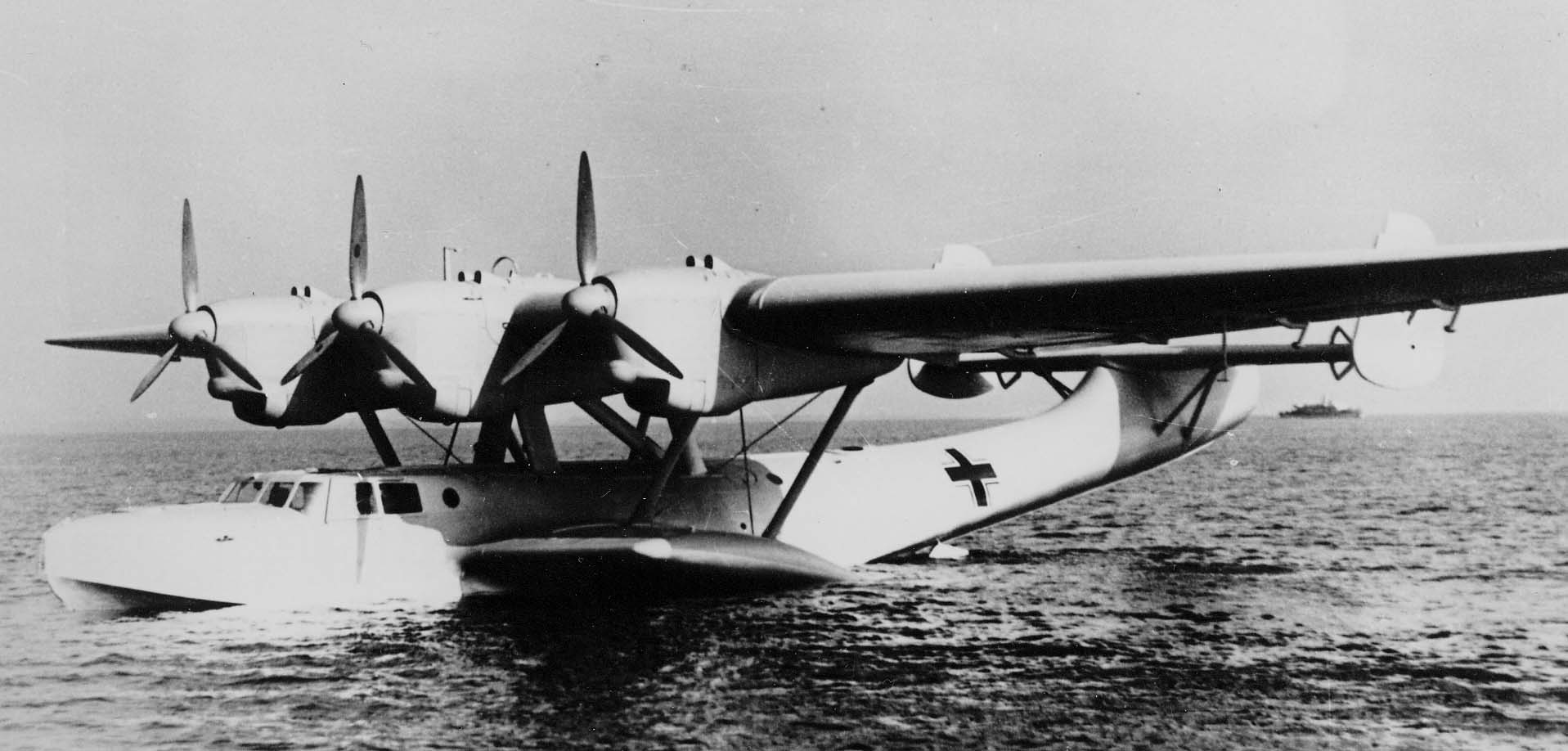
Il Do 24V1 motorizzato Junkers Jumo 205C.

Il primo dei due esemplari realizzati venne dotato di 3 Junkers Jumo 205C a ciclo Diesel, capaci di erogare una potenza di 600 PS (447 kW) ciascuno, sostituiti nel secondo Do 24 da 3 motori radiali, soluzione verrà successivamente mantenuta in tutti i successivi esemplari, i Wright R-1820-F52 Cyclone di produzione statunitense, questo per rispondere alle specifiche olandesi che imponevano la stessa motorizzazione utilizzata dai Martin 139. Il terzo esemplare, sempre dotato dei motori statunitensi, fu anche il primo ad essere portato in volo per la prima volta il 3 luglio 1937. I sei esemplari destinati ai Paesi Bassi vennero prodotti dalla Dornier nella propria sussidiaria svizzera AG für Dornier-Flugzeuge (Doflug) e designati Do 24 K-1, seguito da un ulteriore esemplare costruito localmente dalla Aviolanda al quale venne assegnata la designazione Do 24 K-2
Prima dell'occupazione tedesca furono solo 25 gli esemplari costruiti sulla linea di montaggio dell'Aviolanda. La Luftwaffe si dichiarò interessata ad acquisire il modello, requisì gli esemplari già finiti ed impose il completamento degli esemplari ancora in fase di costruzione; successivamente venne mantenuta la linea di produzione olandese che continuò a produrre il modello sotto il controllo tedesco. Le prime successive 11 cellule vennero completate con i Wright Cyclone già acquistati dal governo olandese ma in seguito vennero utilizzati i BMW-Bramo 323R-2 di produzione tedesca. Durante l'occupazione vennero prodotti 159 esemplari, la maggior parte dei quali acquisirono la designazione Do 24 T-1
Durante l'occupazione tedesca della Francia venne inoltre creata un'ulteriore linea di produzione a Sartrouville, negli stabilimenti della Société nationale de constructions aéronautiques du Nord (SNCAN) già Potez. Dopo gli iniziali 48 Do 24 acquisiti per la Luftwaffe, dopo la liberazione questo impianto produsse ulteriori 40 esemplari utilizzati operativamente dall'Aviation navale fino al 1952.

## Impiego operativo

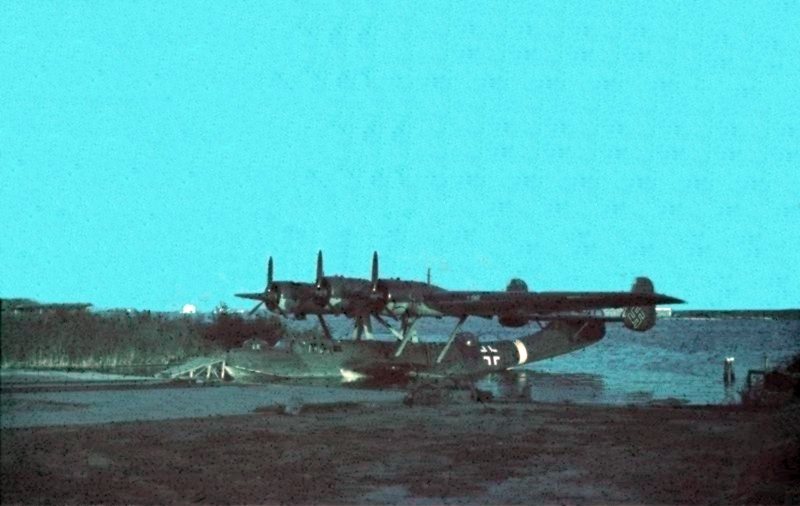
Un Do 24 della Luftwaffe in Romania, 1941.

La coccarda adottata dall'olandese Koninklijke Luchtmacht nel periodo 1921-1939.

La coccarda adottata nel periodo 1939-1940.

Al giugno 1940, momento in cui ci fu l'occupazione tedesca dei Paesi Bassi, 37 esemplari di produzione olandese e tedesca vennero inviati nelle Indie Orientali Olandesi. Fino allo scoppio della seconda guerra mondiale, questi aerei conservarono le coccarde tricolore tondo usate dall'aeronautica militare fino a quel momento. Successivamente, al fine di evitare confusione con le coccarde britanniche o francesi, i velivoli olandesi adottarono le insegne triangolari di colore arancio bordate di nero.
Dopo l'invasione giapponese sei Do 24 superstiti vennero trasferiti alla Royal Australian Air Force nel febbraio 1942. Rimasero in servizio operativo con la RAAF nel ruolo di aereo da trasporto nei cieli della Nuova Guinea fino al 1944, rendendo il Do 24 uno dei pochi aerei in servizio operativo in entrambi gli schieramenti durante la seconda guerra mondiale.
Durante il conflitto, un Do 24 della Luftwaffe fu costretto ad un atterraggio forzato in territorio svedese, paese neutrale, e dopo essere stato sequestrato dalle autorità militari venne regolarmente pagato per poi essere acquisito dalla locale aeronautica militare rimanendo in servizio fino al 1952.
Nel 1944, 12 esemplari di costruzione olandese vennero consegnati alla Spagna con l'accordo che fossero utilizzati per la ricerca e salvataggio di piloti abbattuti di entrambe le parti. Dopo la guerra, alcuni Do 24 di costruzione francese si aggiunsero ai primi. Gli esemplari in forza all'Ejército del Aire rimasero in servizio operativo almeno fino al 1967, e probabilmente ancora per qualche anno dopo. Nel 1971 uno degli ultimi esemplari spagnoli venne restituito agli stabilimenti Dornier sul lago di Costanza per esporlo in mostra permanente.

## Varianti

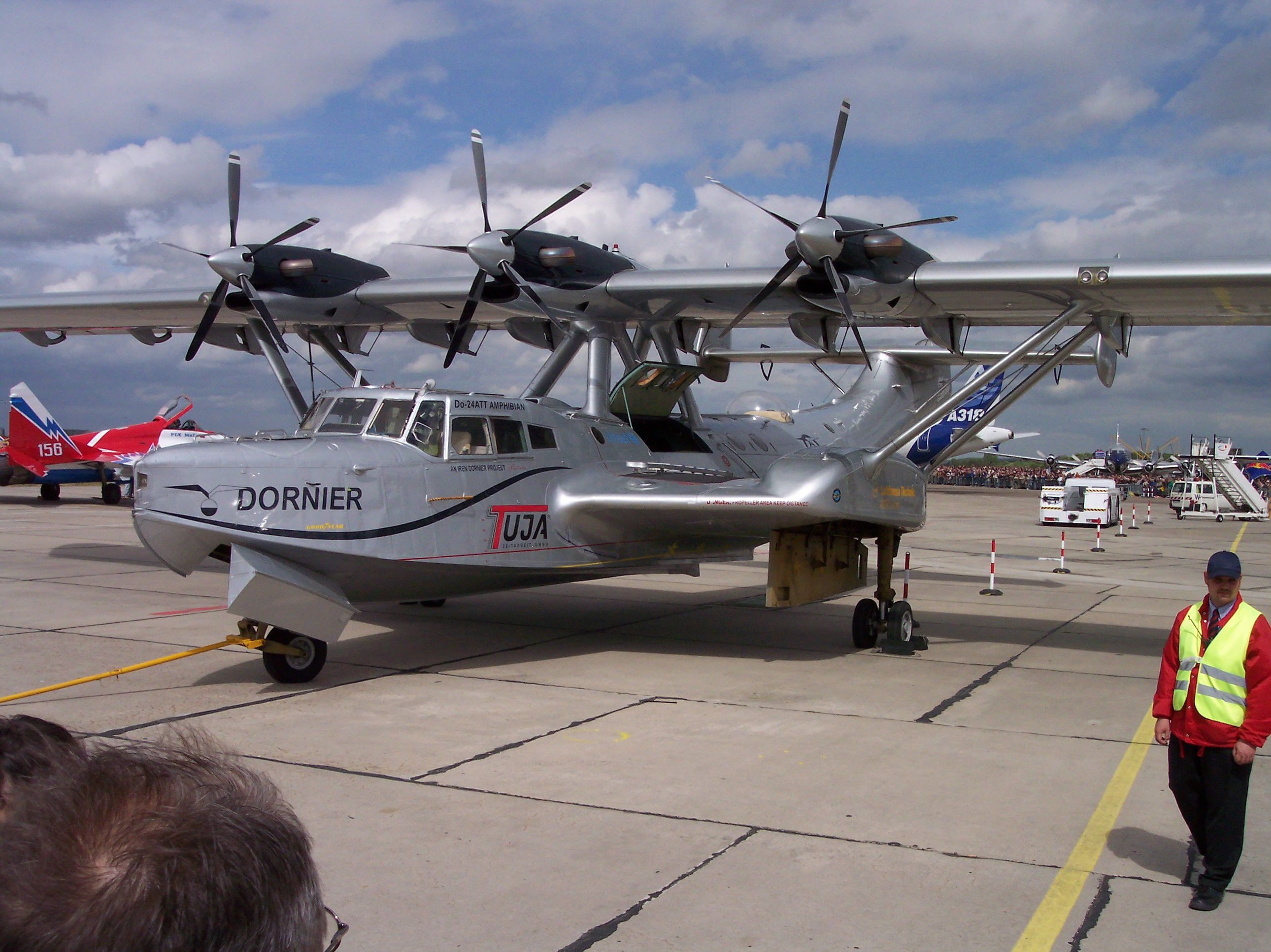
Il restaurato e rimotorizzato Do-24 ATT

Do 24 K-1
versione di produzione destinata ai Paesi Bassi e costruita dalla sussidiaria svizzera AG für Dornier-Flugzeuge (Doflug), prodotta in 6 esemplari.
Do 24 K-2
versione di produzione olandese su licenza, motorizzata con 3 radiali Wright R-1820-G102 da 1 000 hp (746 kW).
Do 24 N-1
Do 24 K-2, di produzione olandese, realizzati per la Luftwaffe per il pattugliamento marittimo, motorizzati con i radiali Wright R-1820-G102; 11 conversioni.
Do 24 T-1
versione di produzione francese, prodotta in 48 esemplari.
Do 24 T-1
versione di produzione olandese, realizzati per la Luftwaffe, motorizzata con 3 radiali BMW-Bramo 323R-2, prodotta in 159 esemplari (comprese le versioni T-2 e T-3).
Do 24 T-2
Do 24 T-1 con modifiche minori.
Do 24 T-3
Do 24 T-1 con modifiche minori prodotta dall'olandese Aviolanda (125 esemplari) e dalla francese SNCAN (47 esemplari).
Do 24 ATT
variante postbellica restaurata e rimotorizzata con 3 turboelica Pratt & Whitney Canada PT6A-45, conversione di un solo esemplare.
Do 318
versione Do 24 T modificata nel 1944 con un sistema di controllo dello strato limite, prodotta in un solo esemplare.

## Utilizzatori
Australia
- Royal Australian Air Force

 Francia
- Aviation navale (post-bellico)

 Germania
- Luftwaffe

 Indie Orientali Olandesi
- Militaire Luchtvaart van het Koninklijk Nederlandsch-Indisch Leger (ML-KNIL)

 Paesi Bassi
- Marine Luchtvaartdienst

 Spagna
- Ejército del Aire

 Svezia
- Svenska Flygvapnet

## Esemplari attualmente esistenti

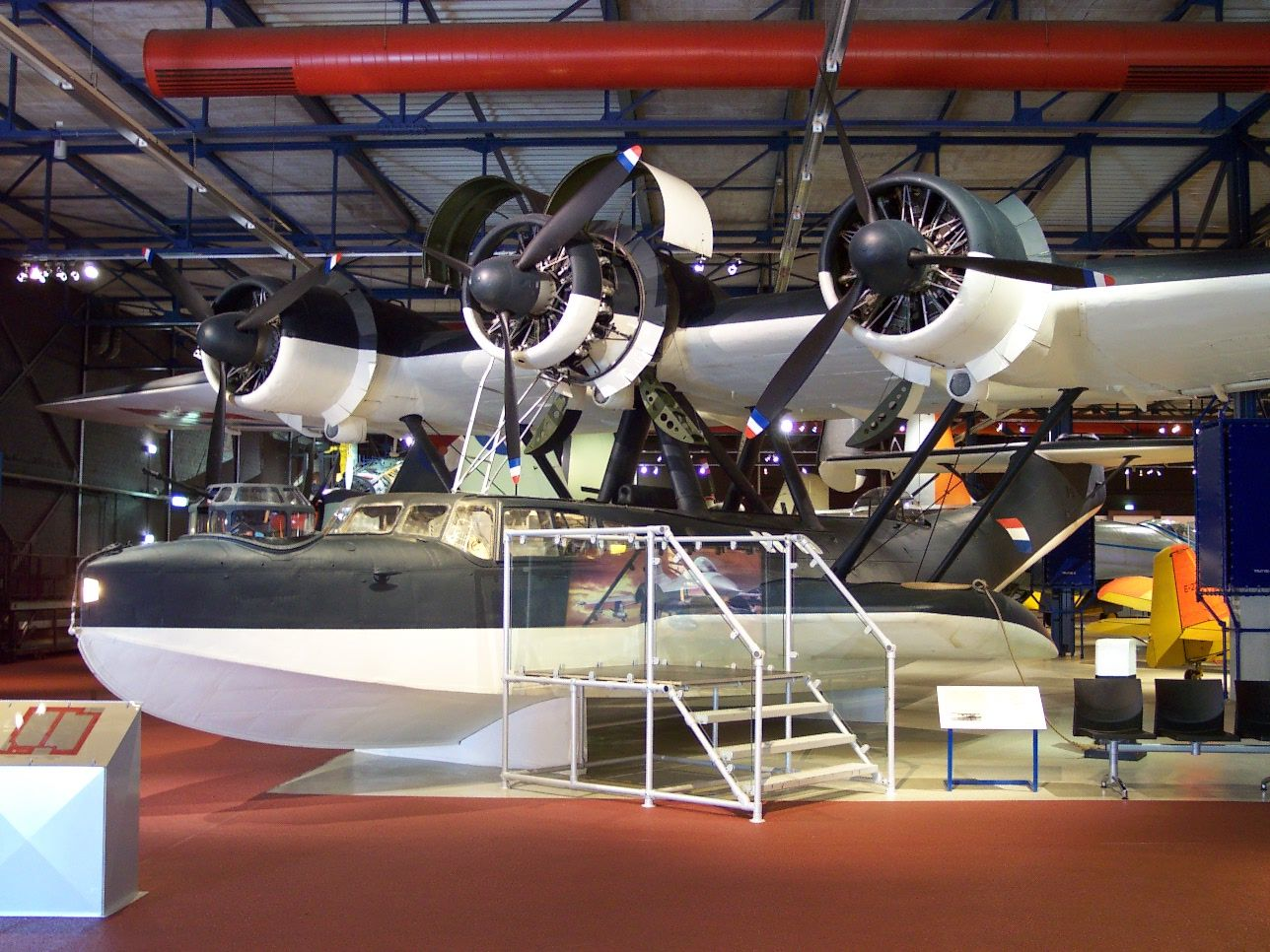
Il Dornier Do 24 in esposizione al Militaire Luchtvaart Museum - Vliegbasis Soesterberg (base NATO di Soesterberg).

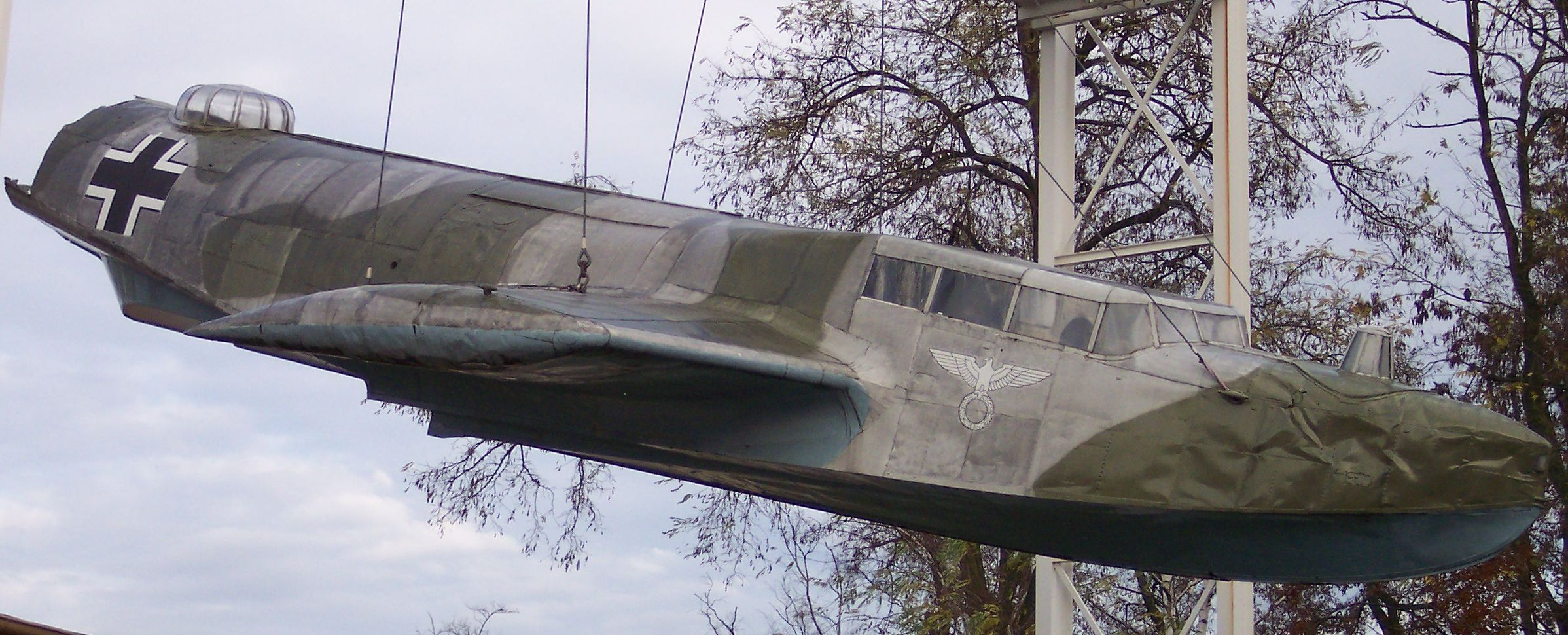
La parte anteriore della fusoliera e gli sponson del Dornier Do 24 recuperato dal fondo del lago Müritz ed esposto presso il Technikmuseum Speyer.

Attualmente sono 4 gli esemplari completi giunti fino ai nostri giorni.
- Nel febbraio 2004, un esemplare restaurato e dotato di nuova motorizzazione, il Do-24 ATT, iniziò un volo intorno al mondo in missione per conto dell'UNICEF a favore dei bambini delle Filippine. Il Do-24 ATT è pilotato da Iren Dornier, nipote di Claudius Dornier, il fondatore della Dornier. Al completamento della missione per l'UNICEF, verrà utilizzato per istituire una speciale rotta di linea charter gestita dalla South East Asian Airlines.[2]
- Un Do 24T-3 è in esposizione presso il Militaire Luchtvaart Museum di Soesterberg, nei Paesi Bassi, dipinto nella livrea della Marine Luchtvaartdienst, l'aviazione navale della marina militare olandese. Il restauro eseguito sul modello si è rivelato molto accurato tanto che si ritiene possa essere portato in breve tempo in condizioni di volo.
- Un Do 24T-3 è esposto presso il Flugwerft Schleißheim, un distaccamento del Deutsches Museum sito ad Oberschleißheim.
- Un Do 24T-3 si trova in esposizione presso il Museo del Aire, Cuatro Vientos, a Madrid, in Spagna.[3]